# Lygistorrhinidae
Famille
Les Lygistorrhinidae sont une famille d'insectes diptères nématocères.

## Liste des genres
Selon BioLib (2 février 2022) :
- genre Asiorrhina Blagoderov, Hippa & Ševčík, 2009
- genre Blagorrhina Hippa, Mattsson & Vilkamaa, 2005
- genre Gracilorrhina Hippa, Mattsson & Vilkamaa, 2005
- genre Labellorrhina Hippa, Mattsson & Vilkamaa, 2005
- genre Loyugesa Grimaldi & Blagoderov, 2001
- genre Lygistorrhina Skuse, 1890
- genre Matileola Papp, 2002
- genre Seguyola Matile, 1990

Selon ITIS (27 février 2013) :
- genre Lygistorrhina Skuse, 1890